# Valprövningsnämnden
Valprövningsnämnden (VPN) är en myndighet i Sverige under riksdagen som prövar överklaganden relaterade till allmänna val (bland annat de fattade av Valmyndigheten och av länsstyrelser). Valprövningsnämnden utses av riksdagen. Nämndens beslut kan inte överklagas. Ordföranden i nämnden måste vara eller ha varit ordinarie domare och får inte tillhöra riksdagen.
VPN inrättades den 1 januari 1975, när den nya regeringsformen började gälla.

## Källförteckning
1. ↑  ”Valprövningsnämnden”. www.riksdagen.se. 4 maj 2023. https://www.riksdagen.se/sv/kontakt-och-besok/riksdagens-myndigheter-och-namnder/valprovningsnamnden/. Läst 8 juni 2024.